# Isla Ceycén
Isla Ceycén es una isla de Colombia, rodeada por el Mar Caribe, hace parte del Archipiélago de San Bernardo. Administrativamente está bajo jurisdicción del distrito de Cartagena de Indias y cercana a Rincón del Mar .Se encuentra ubicada en las coordenadas geográficas 09°41′38″N 75°51′15″O / 9.69389, -75.85417 al oeste de la Isla Boquerón, al sureste de Isla Maravilla, y al suroeste de Isla Panda e Isla Palma, entre el Bajo Nuevo y el Bajo Caribana.